# 第345摩托化步兵師 (德國國防軍)
第345摩托化步兵師（德語：345. Infanterie-Division (mot.)）是納粹德國國防軍陸軍的一個摩托化步兵師。該師於1942年11月組建。
該師組建後，一直駐紮在德國國內和法國佔領區，以進一步進行該師的組建工作。1943年初，原第29步兵師在斯大林格勒被全殲，1943年6月23日，第345摩托化步兵師被重新命名为第29裝甲擲彈兵步兵師，并从1943年7月到1945年5月专门部署在意大利。第345摩托化步兵師番號直到1945年德國投降再也沒有重新使用。

## 註腳
1. ↑  Mitcham（2007年）